# Willy Olsen (Eisschnellläufer)
Willy Olsen (* 28. Februar 1950 in Tynset) ist ein ehemaliger norwegischer Eisschnellläufer.

## Werdegang
Olsen, der für den Tynset IF startete, nahm von 1962 bis 1980 an nationalen Wettbewerben teil und wurde dabei im Jahr 1968 norwegischer Juniorenmeister im Kleinen Vierkampf. Zudem erreichte er im Jahr 1972 mit dem vierten Platz im Großen Vierkampf sein bestes Ergebnis bei norwegischen Meisterschaften. International startete er erstmals in der Saison 1969/70 bei einem Wettbewerb in Almaty und kam im folgenden Jahr bei der Mehrkampfweltmeisterschaft 1971 in Göteborg auf den 12. Platz im Großen Vierkampf. In der Saison 1971/72 belegte er bei der Mehrkampfweltmeisterschaft 1972 in Oslo erneut den 12. Platz und bei der Mehrkampfeuropameisterschaft 1972 in Davos den zehnten Rang im Großen Vierkampf. Beim Saisonhöhepunkt, den Olympischen Winterspielen 1972 in Sapporo, lief er auf den fünften Platz über 5000 m. Nach der Saison 1971/72 wechselte er zur ISSL und erreichte dabei im Jahr 1973 den fünften Platz bei der Weltmeisterschaft in Göteborg sowie den vierten Rang bei der Europameisterschaft in Skien und im Jahr den fünften Platz bei der Europameisterschaft in Savalen.

## Erfolge

### Olympische Spiele
- 1972 Sapporo: 5. Platz 5000 m

### Mehrkampf-Weltmeisterschaften
- 1971 Göteborg: 12. Platz Großer Vierkampf
- 1972 Oslo: 12. Platz Großer Vierkampf

### Mehrkampf-Europameisterschaften
- 1972 Davos: 10. Platz Großer Vierkampf

## Persönliche Bestzeiten
| Disziplin | Zeit         | Datum             | Ort               |
| --------- | ------------ | ----------------- | ----------------- |
| 500 m     | 40,76 s      | 14. Dezember 1973 | Eindhoven         |
| 1000 m    | 1:25,80 min  | 30. November 1968 | Inzell            |
| 1500 m    | 2:05,30 min  | 15. Januar 1972   | Davos             |
| 3000 m    | 4:20,60 min  | 3. Februar 1971   | Cortina d’Ampezzo |
| 5000 m    | 7:25,85 min  | 22. Januar 1972   | Davos             |
| 10.000 m  | 15:29,30 min | 4. März 1972      | Inzell            |